# Joel Asaph Allen

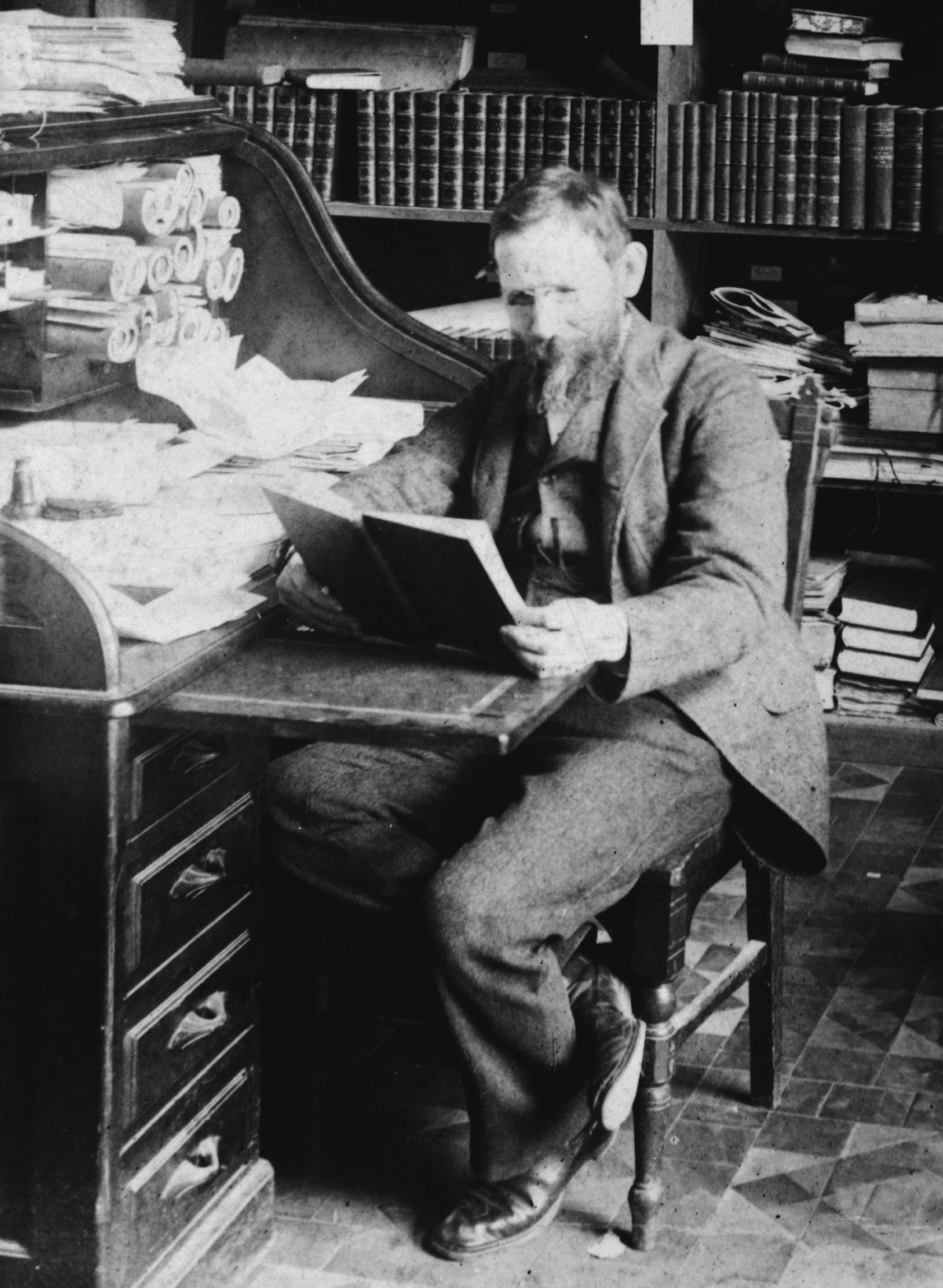
Joel Asaph Allen đọc sách tại bàn, năm 1890

Joel Asaph Allen (19 tháng 7 năm 1838 - 29 tháng 8 năm 1921) là một nhà động vật học, nhà thú học và nhà điểu học người Mỹ. Ông trở thành chủ tịch đầu tiên của Hiệp hội Điểu học Hoa Kỳ, người phụ trách đầu tiên về chim và động vật có vú tại Bảo tàng Lịch sử Tự nhiên Hoa Kỳ, và là trưởng khoa đầu tiên của Khoa Điểu học của bảo tàng đó. Ông nổi tiếng vì quy tắc Allen, phát biểu rằng cơ thể của động vật hằng nhiệt (động vật máu nóng) có hình dạng khác nhau phụ thuộc khí hậu khác nhau. Tỉ số diện tích bề mặt với thể tích cơ thể ở vùng khí hậu nóng sẽ tăng lên để thoát nhiệt và giảm đi ở vùng khí hậu lạnh để giữ nhiệt.

## Đầu đời
Allen được sinh ra tại Springfield, Massachusetts, con trai của Harriet Trumbull và Joel Allen. Ông đã nghiên cứu và thu thập mẫu vật về lịch sử tự nhiên từ rất sớm, nhưng sau đó buộc phải bán bộ sưu tập công phu của mình để có thể theo học Học viện Wilbraham & Monson vào năm 1861. Năm sau, ông chuyển đến Đại học Harvard, nơi ông nghiên cứu dưới sự hướng dẫn của Louis Agassiz.

## Nhà sưu tầm lịch sử tự nhiên
Allen tham gia chuyến thám hiểm năm 1865 của thầy mình tới Brasil, nơi Agassiz sau đó tuyên bố đã tìm thấy bằng chứng về một kỷ băng hà. Sau khi trở về Massachusetts, bệnh mãn tính khiến anh trở về trang trại của gia đình ở Springfield.
Đến năm 1867, sức khỏe của Allen đã được cải thiện đủ để anh ta tiếp tục tham gia các chuyến đi, bao gồm tại Vịnh Sodus, và sau đó ở Illinois, Michigan và Indiana. Khi trở về Massachusetts, ông đảm nhận vị trí curator về chim và động vật có vú tại Bảo tàng Động vật học so sánh của Harvard. Vào mùa đông năm 1868-1869, ông là một trong hai nhà nghiên cứu về loài chim, người còn lại là Charles Johnson Maynard, để khám phá tiểu bang Florida tương đối xa lạ, nơi vẫn còn rất hoang dã vào cuối những năm 1860.
Khi trở về, ông đã viết một bài phân tích nổi tiếng về chuyến đi của mình mang tên On the Mammals and Winter Birds of Eastern Florida, được xuất bản năm 1871. Cùng năm đó, ông được bầu làm thành viên của Viện Hàn lâm Khoa học và Nghệ thuật Hoa Kỳ.
Trong vài năm tiếp theo, Allen mạo hiểm đến Đại Bình nguyên Bắc Mỹ, dãy núi Rocky và lãnh thổ Dakota để thu thập mẫu vật cho bảo tàng Harvard. Ngoại trừ chuyến đi thu thập năm 1882 ở Colorado cùng với nhà điểu học William Brewster, Allen không bao giờ đi thực địa nữa, chủ yếu vì sức khỏe giảm sút.

## Nhà nghiên cứu lịch sử tự nhiên
Sau khi kết thúc những ngày thu mẫu vật thực địa, Allen dành cuộc đời còn lại để nghiên cứu và biên tập xuất bản. Vào đầu mùa hè năm 1876, Allen được Câu lạc bộ Điểu học Nuttall bầu chọn để thay thế Charles Johnson Maynard và Henry Augustus Purdie làm biên tập viên tờ Bulletin của họ. Năm 1883, Allen, cùng với William Brewster và Elliott Coues, đã sáng lập Hiệp hội Điểu học Hoa Kỳ. Allen, người đang bị bệnh nặng, không thể tham dự cuộc họp khai mạc nhưng vẫn được bầu làm chủ tịch đầu tiên. Ông cũng trở thành tổng biên tập tạp chí của hiệp hội, The Auk.
Năm 1885, ông được bổ nhiệm làm curator về các loài chim và động vật có vú tại Bảo tàng Lịch sử Tự nhiên Hoa Kỳ ở New York, sau đó trở thành trưởng khoa đầu tiên của Khoa Điểu học của bảo tàng. Năm 1886, ông là một trong những thành viên đầu tiên của Hiệp hội Audubon (tiếng Anh: Audubon Society), New York. Ông cũng là thành viên của Hiệp hội Vì sự tiến bộ khoa học Hoa Kỳ (tiếng Anh: American Association for the Advancement of Science) và Hội Triết học Hoa Kỳ (tiếng Anh: American Philosophical Society).
Hàng trăm bức thư mà Elliott Coues gửi cho ông trong nhiều thập kỷ tạo thành một trong những nền tảng của lịch sử dân tộc học Hoa Kỳ. Allen đã tưởng niệm Coues sau cái chết của ông năm 1899 trong tờ The Auk. Ông đã cũng đề xuất quy tắc Allen, nêu rõ mối tương quan giữa kích thước cơ thể động vật hằng nhiệt và khí hậu vào năm 1877.

## Tác phẩm
- 1868: « Notes on birds observed in western Iowa in the months of July, August and September Also in northern Illinois in May and June, and at Richmond, Wane Co., Indiana, June 3-10, 1867 », trích trong Memoirs of the Boston Society of Natural History, vol. I, tr. 488 OCLC 793600662.
- 1869: Catalogue of the mammals of Massachusetts: with a critical revision of the species.
- 1870-1908: Collected writings on mammals: vol. 1, vol. 2, vol. 3, vol. 4 và vol. 5.
- 1871: Mammals and Winter Birds of Eastern Florida.
- 1876: The American bisons, living and extinct.
- 1877: viết chung với Elliott Coues, Monographs of North American Rodentia.
- 1878: The Geographical Distribution of the Mammals, Considered in Relation to the Principal Ontological Regions of the Earth.
- 1880: History of North American pinnipeds, a monograph of the walruses, sea-lions, sea-bears and seals of North America (Washington).
- 1883: The Right Whale of the North Atlantic
- 1897: « Description of a New Vespertilionine Bat from Yucatan », trong bản tin của Bảo tàng Lịch sử Tự nhiên Hoa Kỳ, vol. IX.
- 1901: avec Edward William Nelson, Edward Alphonso Goldman et Joseph H. Batty: « Descriptions of two new opossums of the genus Metachirus », trong bản tin của Bảo tàng Lịch sử Tự nhiên Hoa Kỳ, vol. 14
- 1905: Mammals of Patagonia.
- 1905: The Influence of Physical Conditions in the Genesis of Species.
- 1913: Ontogenetic and Other Variations in Musk-Oxen.
- 1916: Autobiographical notes and a bibliography of the scientific publications of Joel Asaph Allen (Bảo tàng Lịch sử Tự nhiên Hoa Kỳ, New York).
- 1917: viết chung với Daniel Giraud Elliot (1835-1915): A check list of mammals of the North American continent, the West Indies and the neighboring seas: supplement (Bảo tàng Lịch sử Tự nhiên Hoa Kỳ, New York).